# Chapelle de la Madeleine de Tardets
Pour les articles homonymes, voir Chapelle de la Madeleine.
La chapelle de la Madeleine est située au sommet d'une colline du même nom de 795 mètres d'altitude dans la commune de Tardets-Sorholus dans le département des Pyrénées-Atlantiques. Depuis le sommet, on aperçoit le pic du Midi d'Ossau, le pic du Midi de Bigorre, le pic d'Anie et les collines de la Haute-Soule.

## Le site

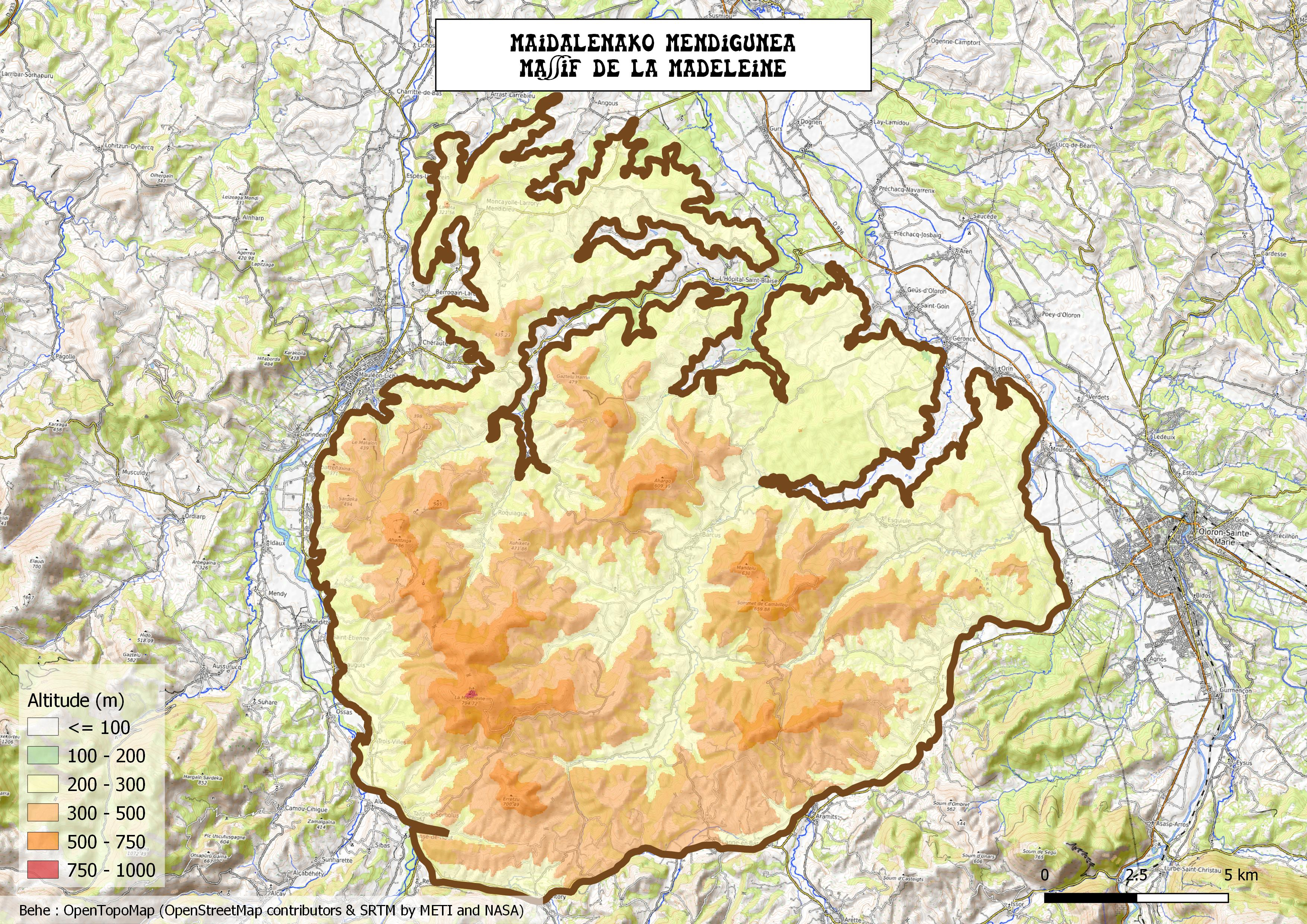
Massif de la Madeleine : confin de la Soule et du Béarn

L'implantation d'un lieu de culte à Sainte Madeleine en cet endroit serait liée au passage des pèlerins de Compostelle au Moyen Âge.
Jadis, le sanctuaire était fréquenté par deux types de pèlerins : les jeunes filles en recherche d'un mari et les malades mentaux. 
Des processions ont lieu le dimanche précédant les Rameaux, ainsi que le 22 juillet, jour de la sainte Madeleine. 
En 2004, une stèle a été apposée pour commémorer la libération de la Soule en son soixantième anniversaire.

## La chapelle
Elle est de construction très simple avec un toit à deux pentes. Comme pour beaucoup d'églises basques, l'intérieur comporte une tribune en bois.
Les traces les plus anciennes d'une église en ce lieu datent du XVe siècle. Mais il est possible qu'une église encore plus ancienne ait été établie à l'emplacement d'un temple romain. L'église a été souvent restaurée, notamment en 1897 et en 1961, alors qu’elle menaçait ruine après une tempête, sous la conduite de l’abbé Aguer.
Deux statues de sainte Madeleine sont conservées dans la chapelle : l’une en pied dans le chœur, l’autre agenouillée dans le fond de l'église. Elles doivent dater des XIXe-XXe siècles. 
Cette chapelle ne doit pas être confondue avec une autre chapelle Sainte-Madeleine, située dans le même département, mais à Bidart.

## La plaque au dieu inconnu

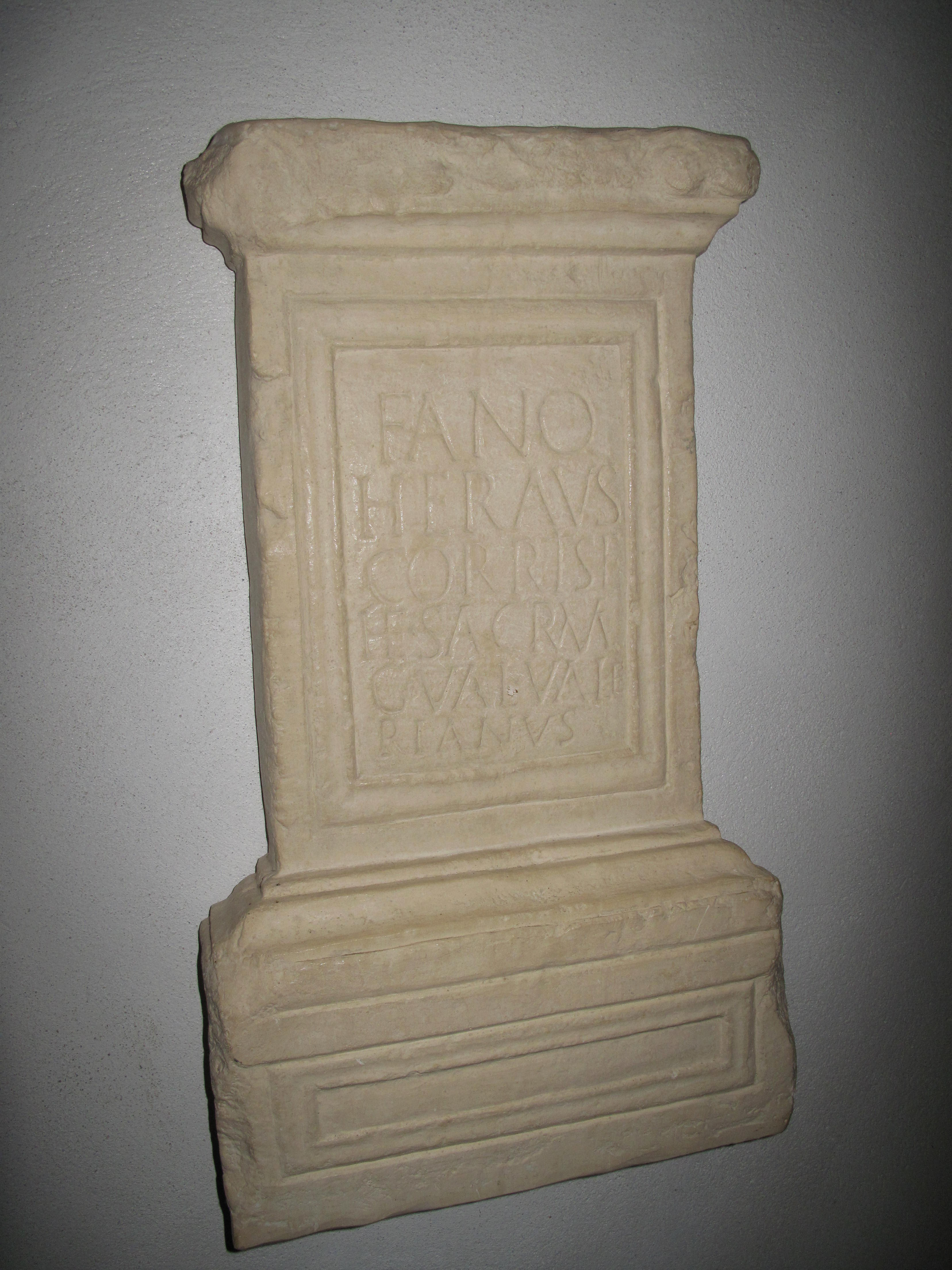

L'église contient une plaque adressée à un dieu inconnu. Elle a été trouvée sur place et longtemps conservée, avant d’être remplacée par une copie. Comme dans beaucoup de chapelles, l’objet avait été remployé dans un mur du chœur. C'est lors d’une réparation que la pierre fut détachée du mur, et qu'on put alors constater qu’il s’agissait d’un autel votif, avec patère et guttus. Voici le texte de l'inscription votive :
FANO
HERAUS 
CORRTZE 
HE.SACRM 
C. VAL. VAL 
RIANUS
C’est une inscription dédicatoire d’un certain C. Val. Valerianus à un dieu Herauscorritsehe. À ce jour, c'est la seule mention connue de ce dieu. C’était sans doute une divinité locale pyrénéenne. 
C'est aussi la seule trace laissée en Soule par la civilisation romaine.
Plusieurs hypothèses ont été avancées sur la signification du nom :
- Pour Mgr de Saint-Pierre, il s’agissait du « dieu de la poussière rouge »
- Pour le docteur Urutibehety du « dieu de la foudre rouge » (Heraus : ce qui descend du ciel, la foudre ; corri : rouge). C'est l'interprétation généralement retenue, notamment en raison de la nécessité pour les bergers de s'assurer de la bienveillance d'une divinité liée aux orages, équivalent de Jupiter.

HE est l'abréviation de Hic erexit : « a érigé ici ». FANO est le terme latin d'un temple. 
L’identité du Valerianus qui dédia cette inscription à Herauscorritze est incertaine. Certains auteurs ont rapproché son nom de celui qui figure sur une autre inscription votive conservée au musée de Tarbes, et dédiée aux dieux mânes (D.M.) par un certain Caius Valerius Valerianus, questeur de la province de Bétique en Espagne.

## Culte
Actuellement on y célèbre des romerias le jour dit Igantexui (dimanche blanc) ou dimanche de la passion, ainsi que le jour de la Sainte Madeleine (22 juillet).  Les pèlerins apportent des offrandes et des ex-voto. Ceux qui ont chez eux un enfant malade, apportent deux de ses chemises : une est laissée, l'autre est ramenée après avoir été frottée contre la statue de la sainte et on la met à l'enfant. Beaucoup de pèlerins effleurent avec un mouchoir le visage de la sainte puis immédiatement le leur afin d'être guéris de maux de tête. Ils laissent dans la chapelle un cheveu ou un peigne ou tout autre objet ayant un rapport avec leur coiffure [réf. nécessaire].